# Noc Muzeów

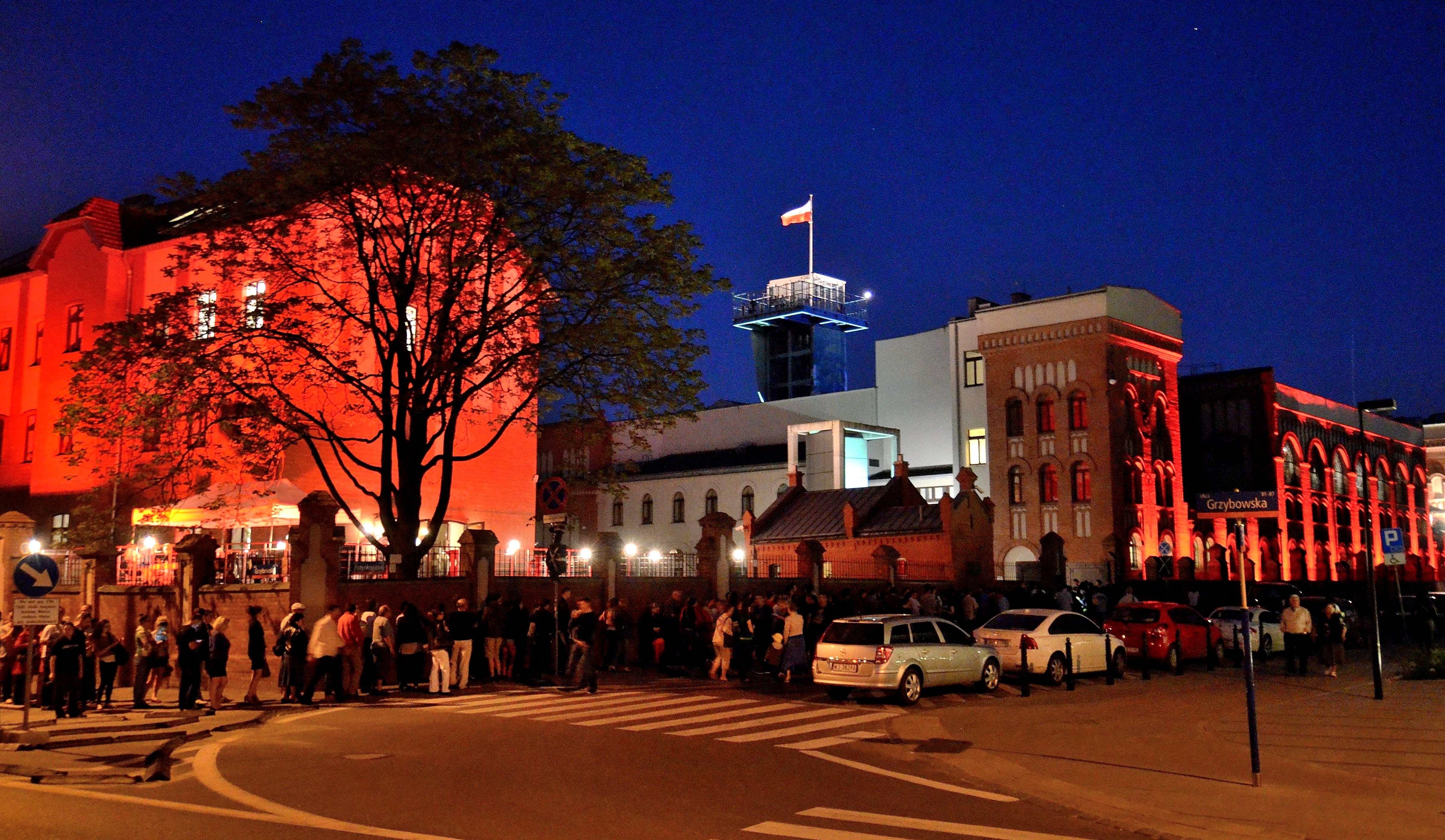
Kolejka zwiedzających w Noc Muzeów przed Muzeum Powstania Warszawskiego

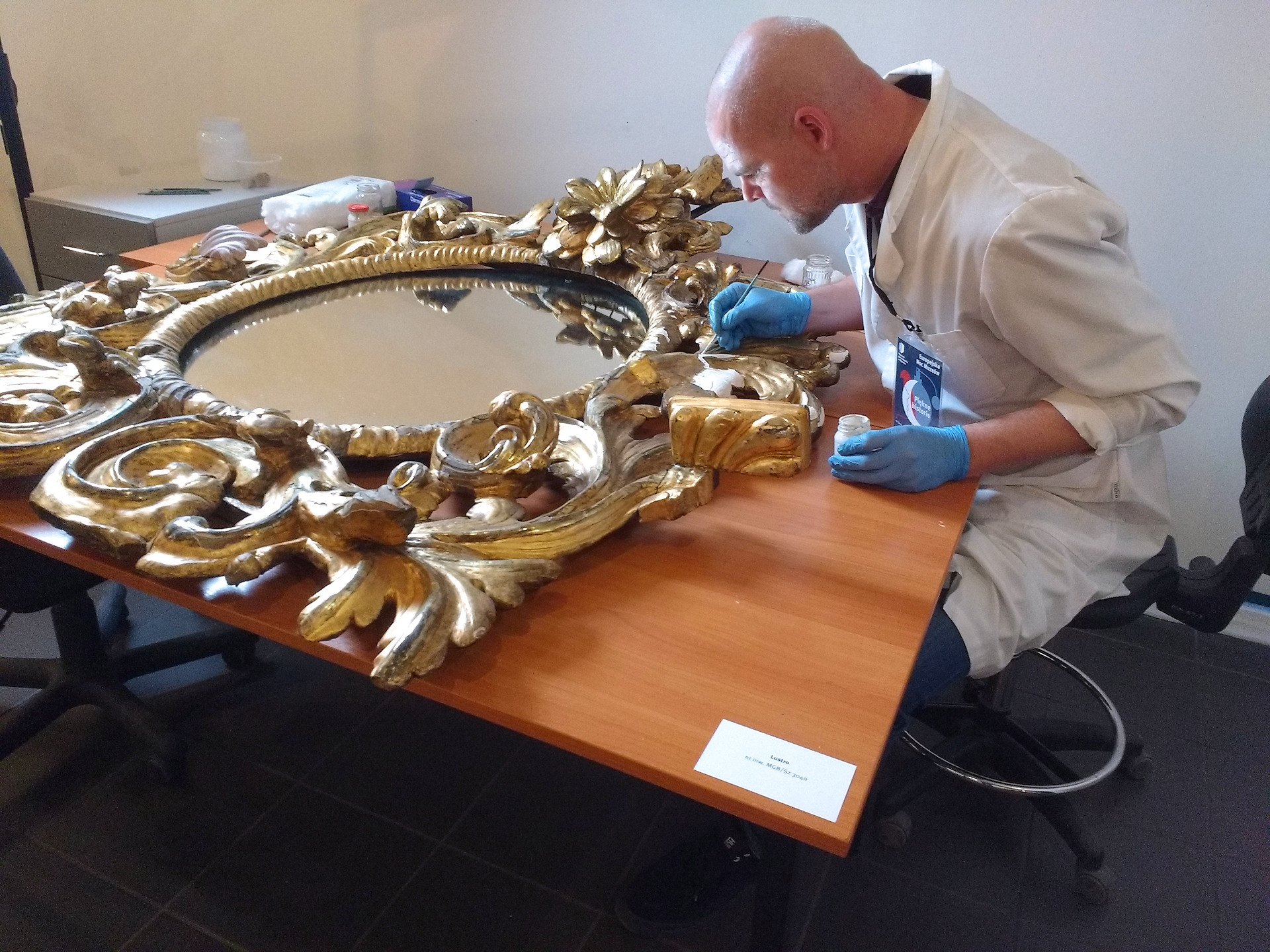
Pokaz konserwacji zabytków w Muzeum Górnośląskim w Bytomiu

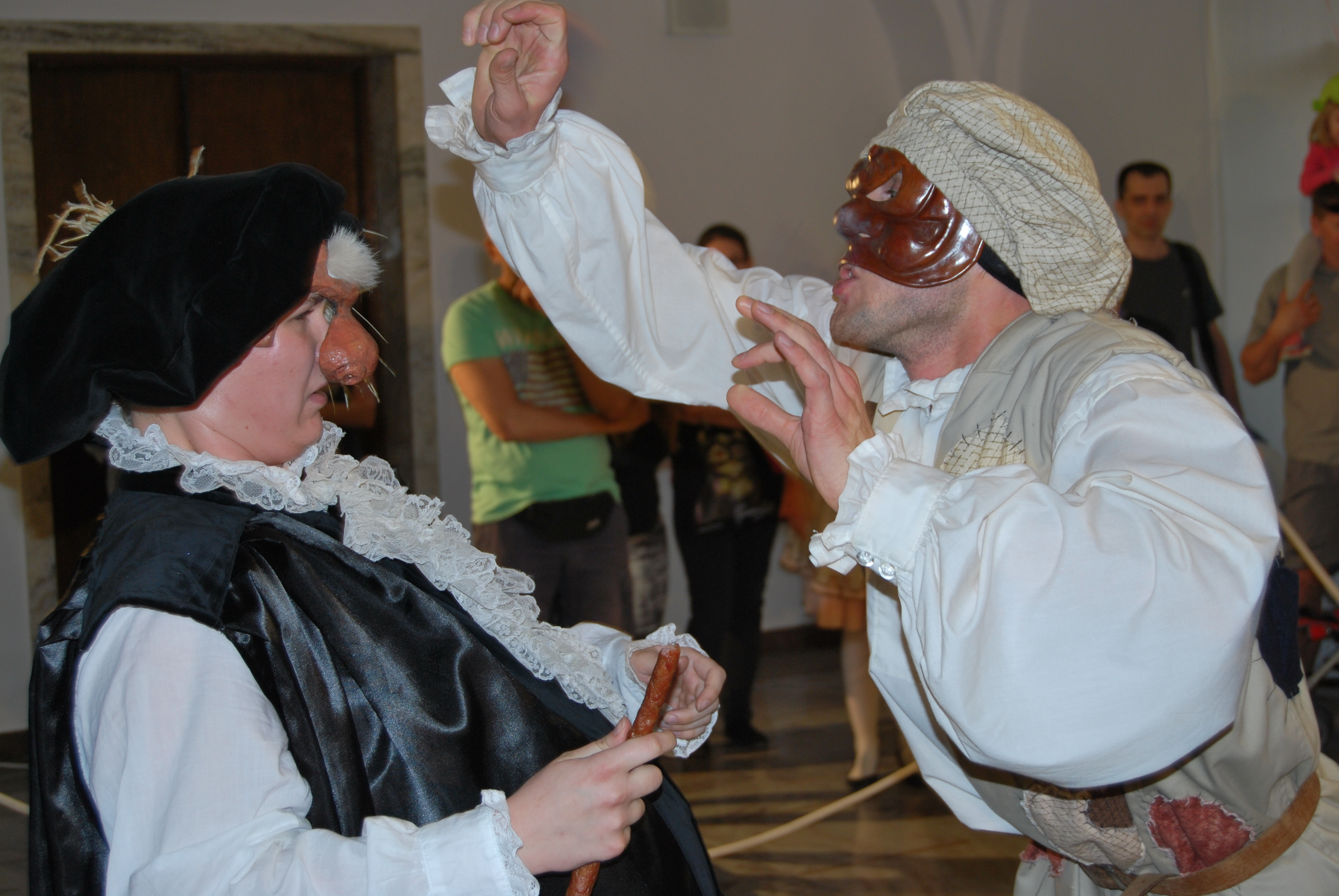
Noc Muzeów w Państwowym Muzeum Etnograficznym w Warszawie

Noc Muzeów – Europejska Noc Muzeów (niem. Lange Nacht der Museen, ang. Long Night of Museums) – impreza kulturalna, polegająca na udostępnianiu muzeów, galerii i instytucji kultury, w wybranym dniu, w godzinach nocnych.
Organizatorzy przygotowują także specjalne atrakcje np. zwiedzanie obiektów zazwyczaj niedostępnych, koncerty, poczęstunki, warsztaty, scenki rodzajowe itp. Zwiedzanie umożliwiane jest za symboliczną kwotę płaconą przy pierwszym wejściu lub za darmo.

## Historia imprezy

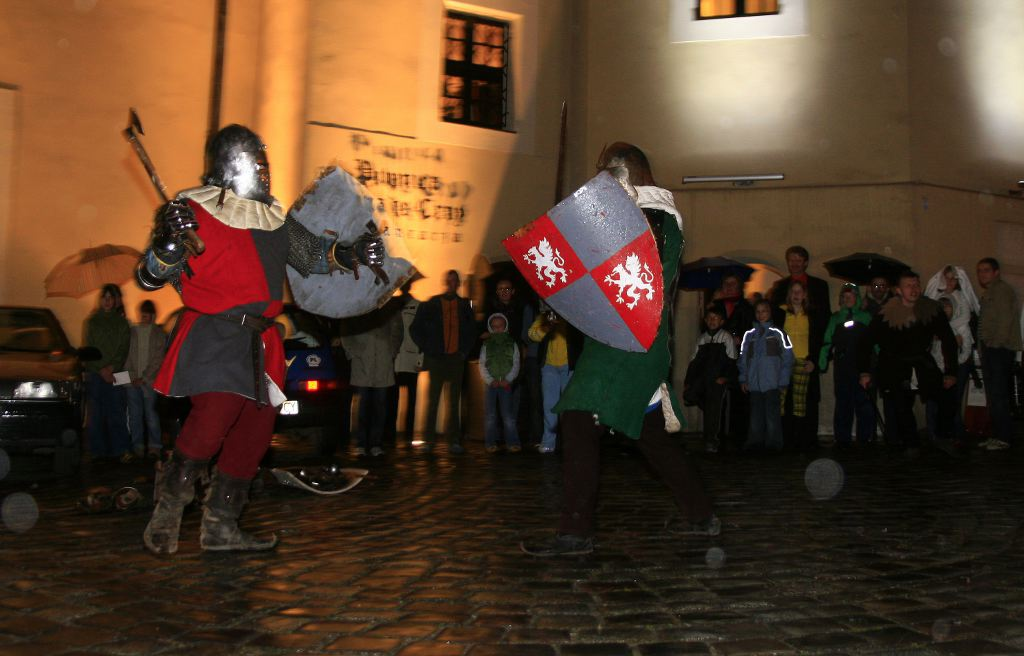
Walki rycerzy w noc muzeów przed słupskim Zamkiem Książąt Pomorskich

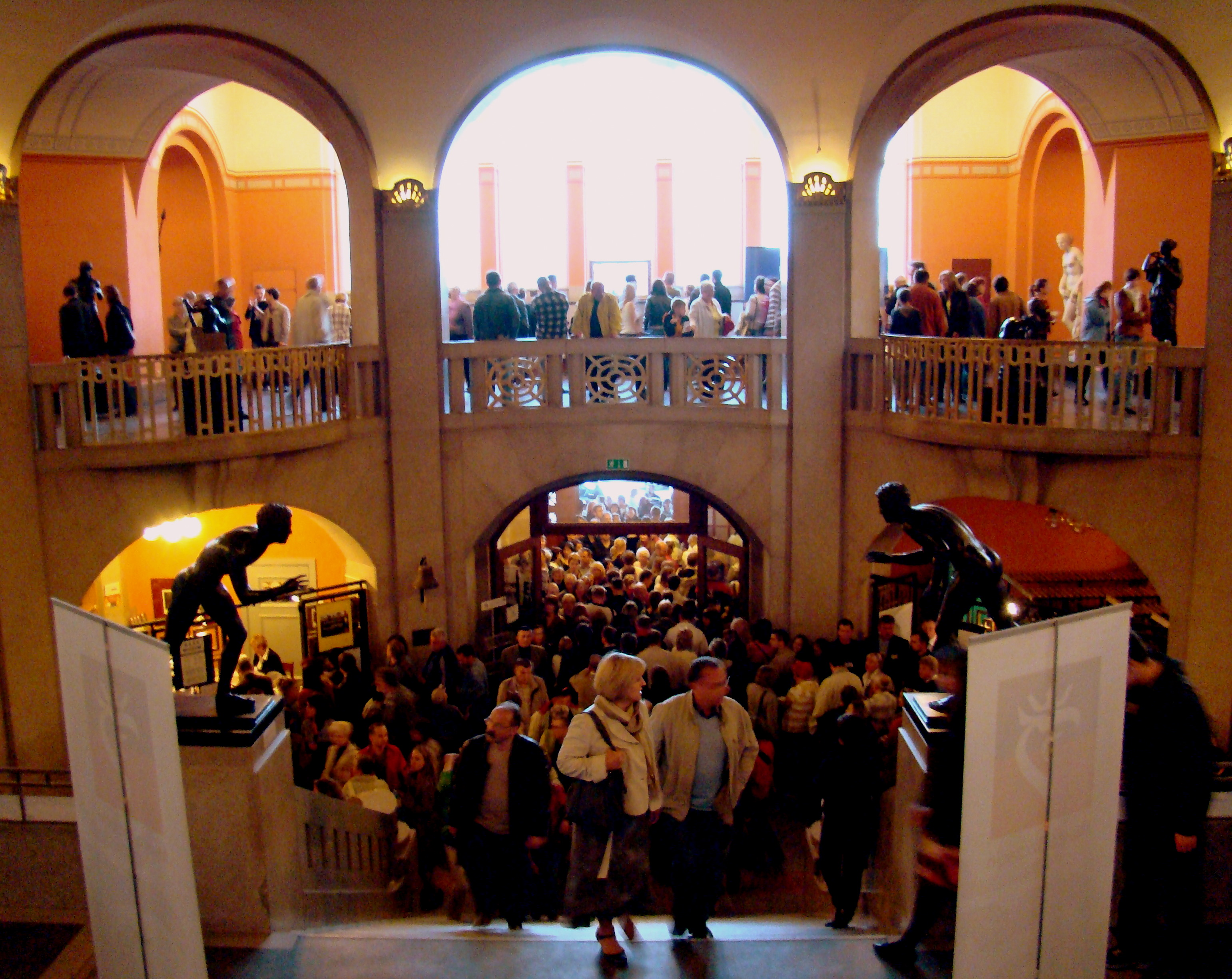
Noc Muzeów w Muzeum Narodowym w Szczecinie

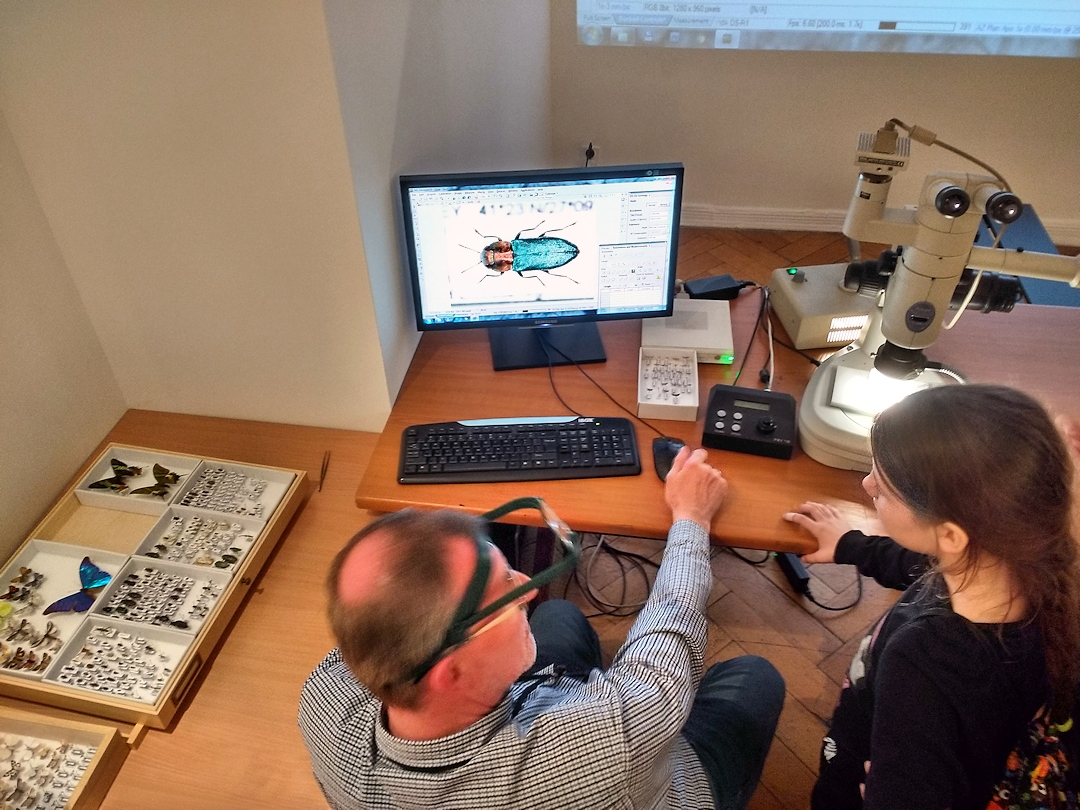
Prezentacja na co dzień niedostępnych zbiorów entomologicznych przy pomocy mikroskopu cyfrowego w Muzeum Górnośląskim w Bytomiu

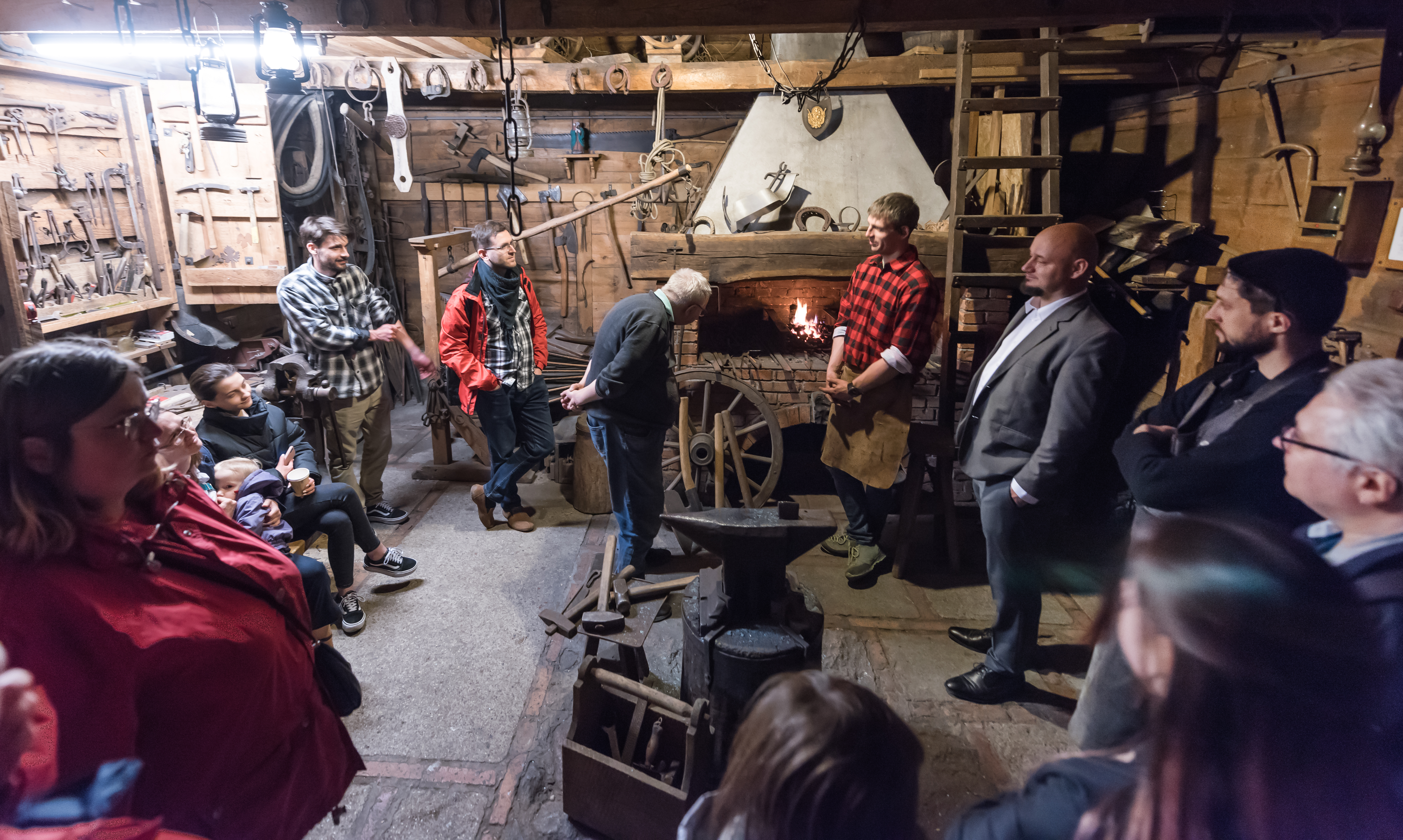
Noc Muzeów w stołecznym Muzeum Kowalstwa

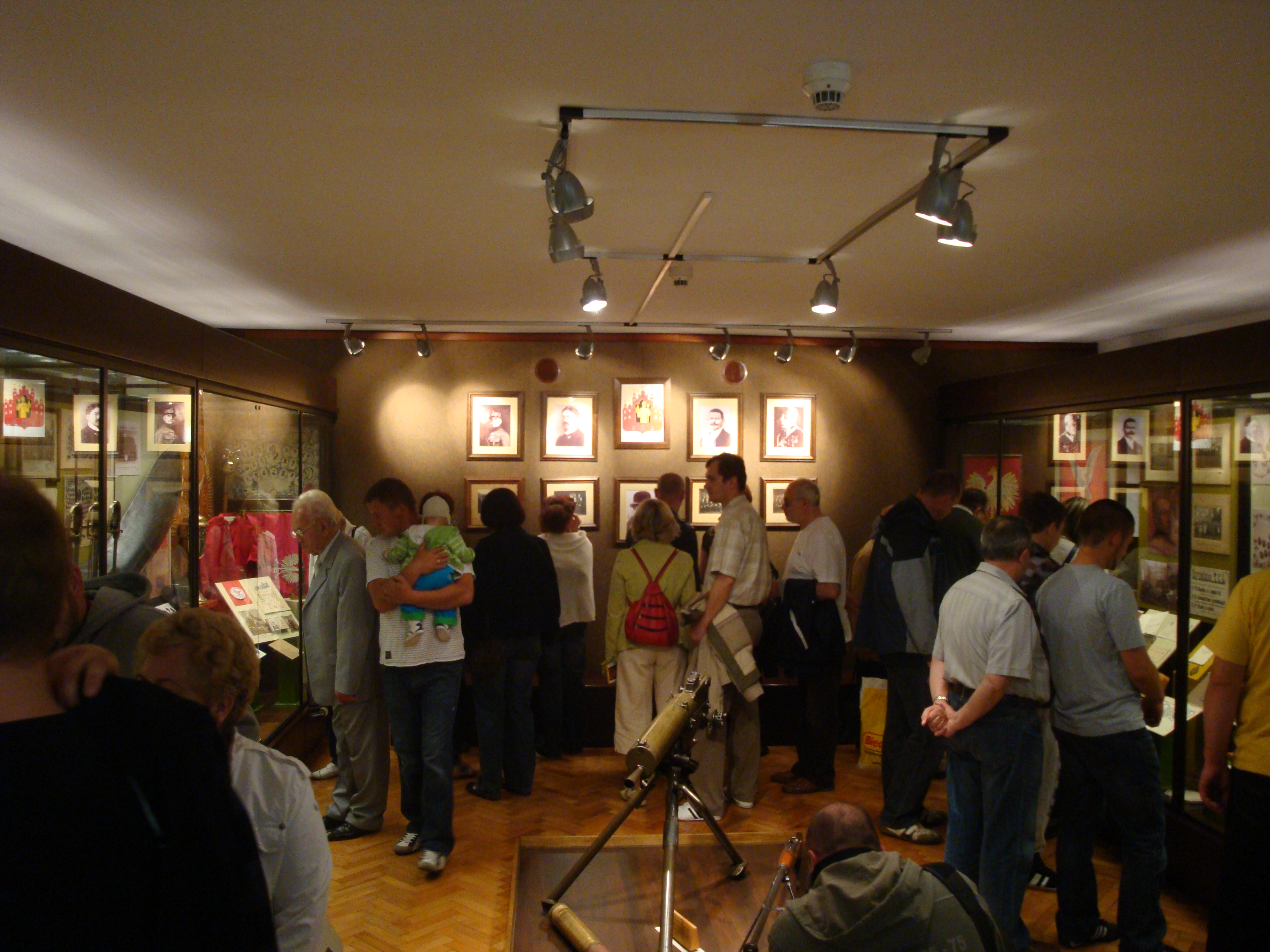
Noc Muzeów w Muzeum w Grudziądzu

Pierwsza Noc Muzeów (Lange Nacht der Museen) miała miejsce w styczniu 1997 w Berlinie. Z powodu jej dużego powodzenia zaczęły powstawać podobne imprezy w innych miastach, m.in. pod nazwą Nuit Blanche w Paryżu i museums-n8 w Amsterdamie. Obecnie organizuje je ponad 120 miast Europy.
W Polsce pierwszą Noc Muzeów zorganizowano w 2003 w poznańskim Muzeum Narodowym.
W Krakowie pierwsza Noc Muzeów odbyła się w maju 2004. O północy zabrzmiała wtedy „Oda do radości”, a w niebo poleciały ognie sztuczne. „Biletem wstępu” do obiektów uczestniczących w akcji jest pamiątkowa moneta w symbolicznej cenie 1 złoty. Okazjonalną monetę można zakupić w muzeach uczestniczących w akcji, a także w zabytkowym tramwaju kursującym wraz z przewodnikiem podczas imprezy. „Złotówka” jest wielokrotnym biletem wstępu do różnych obiektów muzealnych, a także „biletem” upoważniającym do jazdy specjalnymi tramwajami. W Krakowie jako w jedynym polskim mieście Noc muzeów odbywa się z piątku na sobotę, a obiekty można zwiedzać od 18 do 3 w nocy.
W Warszawie pierwsza Noc Muzeów odbyła się w 2004 roku i co roku od tamtego czasu wydarzenie jest koordynowane przez Miasto Stołeczne Warszawa. W czasie pierwszej edycji do Nocy zgłosiło się 11 placówek (same muzea) – zwiedziło je wówczas 16 tysięcy osób. Między placówkami jeździły dwa stare autobusy – tzw. „ogórki”, które w kolejnych latach zagościły jako stały punkt programu. W 2012 roku na liście było już 206 placówek i ponad 200 tys. zwiedzających w czasie jednej nocy. W roku 2017 zgłosiły się 233 instytucje (nie tylko muzea, ale też ambasady, Hala Koszyki, kina, Tramwaje Warszawskie, ministerstwa i Komenda Główna Policji), zapowiadając ponad 300 wydarzeń.

## Polskie miasta organizujące Noc Muzeów
- Barlinek
- Biała Podlaska
- Białystok
- Biecz
- Bielsk Podlaski[6]
- Bielsko-Biała
- Bieżuń
- Bełchatów
- Będzin[7]
- Błażowa
- Bolesławiec
- Brodnica
- Bydgoszcz
- Bytom
- Chełm
- Chełmno
- Choroszcz[8]
- Chrzanów[9]
- Ciechanowiec[10]
- Ciechanów[11]
- Cieszyn
- Czeladź – Muzeum Saturn
- Częstochowa
- Dąbrowa Górnicza[7]
- Dęblin[12]
- Duszniki-Zdrój
- Drzonów
- Elbląg
- Ełk
- Frombork
- Gdańsk
- Gdynia
- Gliwice
- Głogów
- Gniezno
- Gostyń
- Grudziądz
- Grunwald[13]
- Jarosław
- Jawor
- Jaworzno
- Katowice
- Kazimierz Dolny
- Kielce
- Kłodzko
- Kołobrzeg
- Konin
- Koronowo
- Kostrzyn nad Odrą
- Koszalin
- Kozienice
- Kraków[14]
- Krasnystaw
- Krosno
- Krotoszyn
- Kutno
- Legionowo
- Legnica
- Leszno
- Leżajsk
- Lubiąż
- Lublin[15]
- Łańcut
- Łęczyca
- Łomża
- Łowicz
- Łódź
- Łuków
- Malbork
- Maków Mazowiecki
- Mielec
- Międzyrzecz
- Mińsk Mazowiecki
- Mława[16]
- Mrągowo
- Nakło nad Notecią
- Olsztyn
- Olsztynek
- Opole
- Ostrołęka
- Ostróda
- Ostrów Mazowiecka[17]
- Oświęcim[18]
- Otwock
- Pabianice[19]
- Piła
- Piotrków Trybunalski
- Płock
- Police[20]
- Poznań[21]
- Prudnik
- Przemyśl
- Pruszków
- Pszczyna[22]
- Puławy
- Radom
- Ruda Śląska
- Rybnik
- Rzeszów
- Sandomierz
- Sejny
- Siedlce[23]
- Sieradz
- Skarżysko-Kamienna
- Skierniewice
- Słupsk[24]
- Sochaczew
- Solec Kujawski
- Sołonka
- Sopot
- Sosnowiec[7]
- Stalowa Wola
- Starachowice
- Stargard[25]
- Supraśl
- Suwałki
- Szczecin[26]
- Szczecinek[27]
- Śmiełów
- Śrem
- Świebodzin
- Tarnobrzeg[28]
- Tarnowskie Góry
- Tarnów
- Trzcińsko-Zdrój
- Tczew
- Tychy[29]
- Tykocin
- Toruń
- Wałbrzych
- Warszawa
- Wejherowo
- Węgorzewo
- Wieliczka
- Wieluń
- Włocławek
- Wodzisław Śląski
- Wola Osowińska
- Wolbórz
- Wolin – Muzeum Regionalne w Wolinie[30][31]
- Wolsztyn[32]
- Wrocław[33]
- Zabrze
- Zakopane
- Zielona Góra
- Zambrów
- Zamość
- Zduny
- Zgorzelec
- Żnin
- Żyrardów[34]